# Németkér, Tolna
Németkér  este un sat în districtul Paks, județul Tolna, Ungaria, având o populație de 1.777 de locuitori (2011). 

## Demografie
Componența etnică a satului Németkér
     Maghiari (78,15%)
     Germani (17,31%)
     Romi (4,22%)
     Necunoscut (0,16%)
     Români (0,16%)
     Alții (0,16%)
Componența confesională a satului Németkér
     Romano-catolici (60,38%)
     Fără religie (5,74%)
     Reformați (5,46%)
     Necunoscută (27,01%)
     Alte religii (2,14%)
Conform recensământului din 2011, satul Németkér avea 1.777 de locuitori. Din punct de vedere etnic, majoritatea locuitorilor (78,15%) erau maghiari, existând și minorități de germani (17,31%) și romi (4,22%). Apartenența etnică nu este cunoscută în cazul a 0,16% din locuitori.  Din punct de vedere confesional, majoritatea locuitorilor (60,38%) erau romano-catolici, existând și minorități de persoane fără religie (5,74%) și reformați (5,46%). Pentru 27,01% din locuitori nu este cunoscută apartenența confesională.